# Cantó de Gouarec
El cantó de Gouarec (bretó Kanton Gwareg) és una divisió administrativa francesa situat al departament de Costes del Nord a la regió de Bretanya.

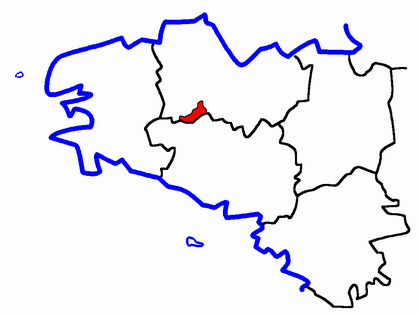
Situació del cantó

## Composició
El cantó aplega 8 comunes :
| Nom bretó      | Nom francès      | Nom gal·ló |
| Gwareg         | Gouarec          | ---        |
| Lanniskad      | Laniscat         | ---        |
| Leskoed-Gwareg | Lescouët-Gouarec | ---        |
| Melioneg       | Mellionnec       | ---        |
| Perred         | Perret           | ---        |
| Pellann        | Plélauff         | ---        |
| Sant-Jelven    | Saint-Gelven     | ---        |
| Sant-Ijo       | Saint-Igeaux     | ---        |

## Història
| Data d'elecció                           | Identitat    | Partit        | Qualitat |
| ---------------------------------------- | ------------ | ------------- | -------- |
| 2001-2008                                | Paul Guéguen | Divers droite |          |
| 2008-                                    | Michel André | PS            |          |
| les dades anteriors no són pas conegudes |              |               |          |
|                                          |              |               |          |